# Carex unisexualis
Espèce
Classification phylogénétique
Carex unisexualis est une espèce de plantes du genre Carex et de la famille des Cyperaceae.